# Abduljalil al-Singace
Abduljalil Abdulla al-Singace (en arabe: عبدالجليل عبدالله السنكيس), né le 15 janvier 1962, est un ingénieur, blogueur et défenseur des droits humains bahreïnien. Il a été arrêté en 2009 et en 2010 pour son activisme en faveur des droits de l'Homme, puis relâché. En 2011, il a été arrêté, probablement torturé et abusé sexuellement et condamné à l'emprisonnement à vie pour son activisme pro-démocratie pendant le printemps arabe à Bahreïn en 2011.

## Contexte
Abduljalil Al-Singace est ingénieur de formation et professeur associé d'ingénierie à l'université de Bahreïn. Il a dirigé le département d'ingénierie mécanique de 1995 à 2005, où il a été rétrogradé par la présidence de l'université. La famille d'Al-Singace affirme que le Premier ministre est derrière cette décision, due à son activité dans le domaine des droits de l'Homme.

## Handicap
Al-Singace est handicapé depuis sa jeunesse par un syndrome post-poliomyélitique et a besoin pour se déplacer de béquilles ou d'un fauteuil roulant,.

## Activisme
Al-Singace était membre du comité de direction du parti Al-Wefaq. Il en a démissionné pour rejoindre le Mouvement Haq pour la Liberté et la Démocratie (en) nouvellement créé, dont il devient porte-parole et chef du Bureau des droits de l'homme,. Al-Singace a commencé d'animer un blog intitulé al-Fasīlah (« la graine »), où il exprime son sentiment d'un manque de liberté à Bahreïn. Lors d'une visite de George W. Bush à Bahreïn en 2008, il a tenté de lui présenter une pétition portant 80.000 signatures pour protester contre la description faite par le président américain de Bahreïn comme d'une démocratie et demandant le « droit d'élaborer une constitution démocratique. » En janvier 2009, il est arrêté sous l'accusation de participer à un « complot terroriste » et d' «inciter à la haine contre le régime » dans ses articles. Son blog est censuré par les autorités en février de cette année, ce qui conduit le Bahrain Centre for Human Rights (en) à lancer une campagne appelant les autorités à « respecter la liberté d'expression, en particulier celle des défenseurs des droits humains. » Al-Singace est relâché peu après sous la « pression internationale et locale », et reçoit finalement le pardon royal.
En juin 2009, il écrit une tribune dans le New York Times pour inviter Barack Obama à ne parler de démocratie au monde musulman que s'il a vraiment l'intention de la mettre en œuvre.

## Arrestation de 2010
En août 2010, lors d'une conférence à la Chambre des lords britannique, il critique le traitement des questions relatives aux droits de l'homme à Bahreïn. À sa descente d'avion à l'aéroport international de Bahreïn avec sa famille, le 13 août, il est arrêté. Un responsable de la sécurité a affirmé qu'Alsingace avait « abusé de la liberté d'opinion et d'expression qui prévaut dans le royaume. »
Des officiels du gouvernement ont déclaré plus tard qu'Alsingace avait été arrêté pour « incitation à la violence et à l'action terroriste. » Alsingace était défendu par Mohammed al-Tajer (en) qui sera arrêté à son tour par les forces de sécurité l'année suivante.
Il a été détenu au secret jusqu'en février 2011. Durant cette période, il affirme avoir subi la « torture morale et physique » et l'isolement cellulaire aux mains des autorités. Il a été relâché brièvement avant d'être arrêté encore en mars, à la suite des protestations massives du Soulèvement bahreïnien de 2011-2012.

## Arrestation de 2011
Le 17 mars, deux jours après l'évacuation des manifestants de la Place de la Perle, Al-Singace est arrêté. Douze autres activistes, opposants, blogueurs et clercs chiites sont arrêtés à la même période et connus sous le nom de Bahrain Thirteen (en). Sa famille dit qu'en pleine nuit, une quarantaine de policiers, certains masqués et en tenue civile, certains parlant avec l'accent saoudien, ont fait irruption dans leur maison. Un membre de la famille déclare qu'Al-Singace a été frappé chez lui puis dans la rue lors de l'arrestation, et qu'il « les a vus traîner [Abduljalil] en sous-vêtements et sans ses lunettes, une arme à feu pointée sur la tête. » Son fils aîné, Husain (28 ans) a été interpelé la semaine suivante et condamné par un tribunal militaire à sept ans de prison le 6 octobre.

### Détention et mauvais traitements
Alsingace a d'abord été conduit au poste de police pour quelques heures avant d'être déplacé à la prison militaire al-Qurain. Selon sa famille, un mois après son arrestation, il a été autorisé à passer un appel téléphonique de 90 secondes pour les joindre, puis un autre le mois suivant. Un rapport de la Bahrain Independent Commission of Inquiry (en) révèle qu'il a été agressé verbalement et physiquement, et abusé sexuellement, perdant plus de dix kilos et souffrant en conséquence de multiples problèmes de santé. Selon ce rapport, il a été battu de façon quotidienne, et il a dit à sa fille qu'il a été violé et abusé sexuellement par « l'introduction de doigts dans son anus. »
Malgré son handicap, Al-singace a été forcé de rester debout sur sa jambe valide sans béquilles pendant de longues périodes, placé à l'isolement deux mois dans une cellule sombre de deux mètres sur trois et humilié en étant forcé à « lécher des chaussures et les essuyer sur son visage. » Il a aussi déclaré à son procès que ses lunettes de prescription et ses médicaments lui avaient été refusés pendant neuf semaines.

### Procès
Il est traduit en justice par la Cour de Sûreté Nationale (en) en juin 2011 et accusé de « complot en vue de renverser » le gouvernement. Il est condamné à la prison à vie. La chambre d'appel de la Cour de Sûreté Nationale confirme la sentence le 28 septembre.
En réaction au verdict, le Comité pour la protection des journalistes a condamné le « mépris incroyable pour une justice équitable et les droits humains fondamentaux » dont fait preuve le gouvernement de Bahreïn. Reporters sans frontières a aussi protesté contre la condamnation d'al-Singace, disant que son seul crime est « d'avoir exprimé librement des opinions contraires à celles du gouvernement. » L'association English PEN s'est dite « choquée » par le verdict et a lancé une campagne pour appeler à « la libération immédiate et inconditionnelle » d'Alsingace. Au Parlement européen, la néerlandaise Marietje Schaake s'est également élevée contre l'emprisonnement d'al-Singace. La Bahraini Press Association a décrit le verdict comme « injuste et scandaleux », « entaché par les abus et les violations de toutes les normes juridiques et des droits de l'homme. »

## Soutien
Le 13 août 2022, plusieurs organisations de défense des droits de l"homme ont publié une déclaration commune pressant le roi de Bahreïn, Shaikh Hamed ben Issa Al Khalifa, de libérer immédiatement Al-Singace dont l'état de santé est préoccupant.

## Distinction
En octobre 2022, al-Singace est co-lauréat du prix PEN Pinter Prize (en) pour son courage lors du soulèvement de 2011.